# Резолюция 202 на Съвета за сигурност на ООН
Резолюция 202 на Съвета за сигурност на ООН е приета на 6 май 1965 г. по повод положението в Южна Родезия и заплахата, отправена от непризнатото ѝ правителство, да обяви едностранна декларация за независимост на колонията от Обединеното кралство Великобритания и Северна Ирландия.
Обезпокоен от положението в Южна Родезия, където правителство на малцинството провежда избори съгласно отхвърлената от международната общност и мнозинството граждани на колонията Конституция на Южна Родезия от 1961 г. и заплашва да обяви едностранно независимостта на Южна Родезия, с Резолюция 202 Съветът за сигурност призовава всички държави членки на ООН, да не признават Едностранната декларация за независимост на Южна Родезия, а Обединеното кралство да предприеме всички необходими мерки за предотвратяване на нейното обявяване. Освен това резолюцията призовава правителството на Обединеното кралство да не прехвърля при каквито и да обстоятелства върху своята колония Южна Родезия, при сегашната ѝ форма на управление, каквито и да е правомощия или атрибути на суверенитет, а да насърчава стремежа ѝ за независимост под демократична форма на управление, съгласно желанието на мнозинството от гражданите ѝ. Като отбелязва и одобрява мнението на мнозинството от населението на колонията, че Обединеното кралство трябва да свика конституционна конференция, Съветът за сигурност настоява правителството на Обединеното кралство да започне консултации с всички заинтересовани страни за свикване на конституционна конференция на политическите партии в областта, която да приеме нови конституционни разпоредби, приемливи за мнозинството от гражданите на колонията, така че да се определи възможно най-ранна дата за преминаване на Южна Родезия към независимост. Освен това Резолюция 202 призовава още веднъж Обединеното кралство да освободи всички политически затворници, да отмени оспорваните дискриминационни закони, да премахни всички ограничения върху свободата за политическите сдружения и събрания и да установи демократични свободи и равно упражняване на политическите права, за което правителството на Нейно Величество е било призовавано многократно в резолюциите на Общото събрание и на Специалния комитет на ООН за изпълнението на Декларацията, предоставяща независимост на колониалните страни и народи.
Резолюция 202 на Съвета за сигурност е приета с мнозинство от седем гласа за при четирима въздържали се от страна на Франция, СССР, Съединените щати и Обединеното кралство.